# Rudolf Bächer
Rudolf Bächer (* 23. Juni 1880 in Barmen; † 3. Dezember 1947 in Lübeck) war ein deutscher Offizier, zuletzt Generalmajor z. V. der Wehrmacht.

## Leben
Rudolf Bächer trat 1899 als Fahnenjunker in das 1. Westpreußische Feldartillerie-Regiment Nr. 35 der Preußischen Armee in Deutsch-Eylau ein und wurde dort am 18. August 1900 zum Leutnant befördert. Ab 1903 war er Adjutant der I. Abteilung des Regiments. Ende Januar 1910 zum Oberleutnant befördert, war er 1911/13 zum Militärreitinstitut nach Hannover kommandiert. Am 27. Januar 1914 wurde er Adjutant der 36. Feldartillerie-Brigade in Danzig und war von da an bis 1918 Batterie- und Abteilungsführer. Bächer hatte bis Kriegsende beide Klassen des Eisernen Kreuzes und das Ritterkreuz des Königlichen Hausordens von Hohenzollern mit Schwertern erhalten.
Er wurde in die Reichswehr übernommen und war ab Oktober 1919 für ein Jahr im Stab der Reichswehr-Brigade 9, wechselte dann als Eskadronchef zur Fahr-Abteilung 2. Im November 1920 wurde er Batteriechef beim 2. Artillerie-Regiment. Anfang 1923 wechselte er als Major in den Stab der 3. Kavallerie-Division. Anfang Februar 1924 kam er wieder zum 2. Artillerie-Regiment und war im Stab der II. Abteilung, kam dann hier im Oktober 1926 in den Stab der III. Abteilung. Am 1. April 1928 war er zum Oberstleutnant befördert worden und war bereits ab Juli 1927 bei der Kommandantur von Glogau. Am 1. November 1928 wurde er Kommandeur der V. Abteilung des 3. Artillerie-Regiments. Am 31. März 1931 wurde Bächer als Oberst verabschiedet.
Am 29. September 1939 übernahm Oberst z. V. Bächer das Kommando über das Artillerie-Ersatz-Regiment 22 der Division Nr. 170, ab November 1939 der Division Nr. 180, von Oberstleutnant Lothar Freutel. Mitte März 1940 übernahm er dann das Artillerie-Regiment 402. Am 1. Februar 1941 wurde er zum Generalmajor befördert. Von März 1941 bis August 1941 war Bächer Kommandeur des wieder einberufenen Artillerie-Regiments 213, dessen Abteilungen u. a. bei der 213. Sicherungs-Division (I. Abteilung), 286. Sicherungs-Division (II. Abteilung) und 403. Sicherungs-Division (III. Abteilung) eingesetzt wurden. Anschließend war Bächer bis 1943 Kommandeur des Reserve-Artillerie-Regiments 5 bei der 165. Reserve-Division. Bächer kam dann in die Führerreserve. Am 31. Juli 1943 wurde erst seine Mobilmachung und einen Monat später auch seine Verfügung aufgehoben.